# Tillandsia 'Cataco'
Tillandsia 'Cataco' es un cultivar híbrido del género Tillandsia perteneciente a la familia Bromeliaceae.
Es un híbrido creado en el año 1998 con la especie Tillandsia juncea × Tillandsia floribunda.